# Associazione Calcio Monza 2025-2026
Questa voce raccoglie le informazioni riguardanti l'Associazione Calcio Monza nelle competizioni ufficiali della stagione 2025-2026.

## Stagione
Al termine della precedente stagione il Monza era retrocesso in Serie B da ultimo in classifica, tornando quindi a competere nel campionato cadetto, per la 46ª volta in totale (la 41ª contando solo la Serie B), a tre anni dall'ultima apparizione.
Dal 1º luglio la proprietà biancorossa passa per l'80% al fondo di investimento statunitense Beckett Layne Ventures, che prevede l'acquisizione del restante 20% entro giugno del 2026. Fino al completamento del passaggio della totalità delle quote, Fininvest manterrà una rappresentanza nel CDA.
L'allenatore Alessandro Nesta, sulla panchina brianzola fino a dicembre 2024 e poi da febbraio fino alla fine dell'annata, decide di lasciare il club. In sua sostituzione, l'11 giugno viene ufficializzato Paolo Bianco, reduce dalla salvezza conquistata con il Frosinone, che firma un contratto biennale con opzione per un'ulteriore stagione.

## Divise e sponsor
Il fornitore tecnico per la stagione 2025-2026 è Lotto, mentre l'official sponsor è Ford Pro. Sopra lo stesso è presente anche lo sponsor ZeroPlayer, mentre il back sponsor è Pulsee Luce e Gas.
| Casa | Trasferta | Terza divisa |

## Organigramma societario
Area direttiva
- Proprietario: Beckett Layne Ventures (80%), Fininvest S.p.A. (20%)
- Presidente onorario: Paolo Berlusconi
- Vice Presidente vicario e Amministratore delegato: Adriano Galliani
- Direttore sportivo: Nicolas Burdisso
- Coordinatore area tecnica: Francesco Vallone
- Direttore operativo: Daniela Gozzi
- Segreteria generale: Davide Guglielmetti
- Responsabile commerciale: Fabio Guido Aureli
- Ufficio Marketing e social media: Francesco Bevilacqua
- Team manager: Carmine Russo
- Responsabile comunicazioni: Daria Nicoli
- Addetto stampa: Enrico Cerruti
- Responsabile settore giovanile: Francesco Panzerini
- Responsabile attività di base: Riccardo Monguzzi

Consiglio di amministrazione
- Membri di amministrazione: Adriano Galliani, Gianluca Iuliano, Danilo Pellegrino, Roberto Mazzo, Elio Lolla, Cristina Rossello

Area tecnica
- Allenatore: Paolo Bianco
- Allenatore in seconda: Filippo Pensalfini
- Collaboratori tecnici: Salvatore Bruno, Pedro Cavalcanti, Riccardo Torrinoni
- Allenatore dei portieri: Valerio Fiori
- Collaboratore allenatore dei portieri: Gian Mario Petrelli
- Preparatore atletico: Stefano Taparelli
- Assistente tecnico preparatore atletico: Marco Vago, Gianni Bulgarini, Agostino Crocco
- Match Analist: Carlo Francesco Rimoldi
- Responsabile sanitario: Fabio Francese
- Medico sociale: Attilio Cosentini, Francesco Paolo Santamaria
- Responsabile operatori sanitari: Francesco Lo Moro
- Operatore sanitario: Dario Lorenzo Dameno, Alberto Santorelli, Davide Antonini, Gabriele Piovera

## Rosa
Dal sito internet ufficiale della società.
| N. |                               | Ruolo | Calciatore                   |
| -- | ----------------------------- | ----- | ---------------------------- |
| 1  | Italia (bandiera)             | P     | Semuel Pizzignacco           |
| 2  | Svezia (bandiera)             | D     | Arvid Brorsson               |
| 3  | Italia (bandiera)             | D     | Lorenzo Lucchesi             |
| 4  | Italia (bandiera)             | D     | Armando Izzo (vice capitano) |
| 7  | Portogallo (bandiera)         | C     | Paulo Azzi                   |
| 9  | Croazia (bandiera)            | A     | Mirko Marić                  |
| 10 | Italia (bandiera)             | A     | Gianluca Caprari             |
| 11 | Inghilterra (bandiera)        | A     | Omari Forson                 |
| 13 | Italia (bandiera)             | D     | Luca Ravanelli               |
| 14 | Guinea Equatoriale (bandiera) | C     | Pedro Obiang                 |
| 15 | Italia (bandiera)             | D     | Filippo Delli Carri          |
| 16 | Italia (bandiera)             | C     | Jacopo Sardo                 |
| 17 | Senegal (bandiera)            | A     | Keita Baldé                  |
| 18 | Italia (bandiera)             | C     | Kevin Zeroli                 |
| 19 | Italia (bandiera)             | D     | Samuele Birindelli           |

| N. |                           | Ruolo | Calciatore            |
| -- | ------------------------- | ----- | --------------------- |
| 20 | Senegal (bandiera)        | P     | Demba Thiam           |
| 21 | Italia (bandiera)         | C     | Leonardo Colombo      |
| 23 | Italia (bandiera)         | C     | Nicolas Galazzi       |
| 24 | Italia (bandiera)         | C     | Adam Bakoune          |
| 25 | Italia (bandiera)         | P     | Alessandro Sorrentino |
| 26 | Italia (bandiera)         | C     | Patrick Ciurria       |
| 28 | Italia (bandiera)         | C     | Andrea Colpani        |
| 32 | Italia (bandiera)         | C     | Matteo Pessina        |
| 35 | Rep. del Congo (bandiera) | A     | Silvère Ganvoula      |
| 37 | Italia (bandiera)         | A     | Andrea Petagna        |
| 44 | Italia (bandiera)         | D     | Andrea Carboni        |
| 47 | Portogallo (bandiera)     | A     | Dany Mota             |
| 70 | Italia (bandiera)         | A     | Kevin Martins         |
|    | Bulgaria (bandiera)       | D     | Valentin Antov        |

## Calciomercato

### Sessione estiva(dal 01/07 al 01/09)
| Acquisti         | Acquisti              | Acquisti     | Acquisti                         |
| R.               | Nome                  | da           | Modalità                         |
| ---------------- | --------------------- | ------------ | -------------------------------- |
| P                | Alessandro Sorrentino | Frosinone    | fine prestito                    |
| P                | Demba Thiam           |              | svincolato                       |
| D                | Valentin Antov        | Cremonese    | fine prestito                    |
| D                | Adam Bakoune          | Milan        | definitivo                       |
| D                | Lorenzo Lucchesi      | Fiorentina   | prestito con obbligo di riscatto |
| C                | Andrea Colpani        | Fiorentina   | fine prestito                    |
| C                | Nicolas Galazzi       |              | svincolato                       |
| C                | Pedro Obiang          |              | svincolato                       |
| C                | Jacopo Sardo          | Saarbrücken  | definitivo (350 mila €)          |
| A                | Mirko Marić           | Venezia      | fine prestito                    |
| Altre operazioni |                       |              |                                  |
| R.               | Nome                  | da           | Modalità                         |
| C                | José Machín           | FC Cartagena | fine prestito                    |

| Cessioni         | Cessioni               | Cessioni      | Cessioni                                        |
| R.               | Nome                   | a             | Modalità                                        |
| ---------------- | ---------------------- | ------------- | ----------------------------------------------- |
| P                | Michele Di Gregorio    | Juventus      | obbligo di riscatto esercitato (14,3 milioni €) |
| P                | Stefano Turati         | Sassuolo      | fine prestito                                   |
| D                | Luca Caldirola         |               | svincolato                                      |
| D                | Danilo D'Ambrosio      |               | svincolato                                      |
| D                | Geōrgios Kyriakopoulos | Panathīnaïkos | definitivo (2 milioni €)                        |
| D                | Pedro Pereira          |               | svincolato                                      |
| C                | Jean-Daniel Akpa-Akpro | Lazio         | fine prestito                                   |
| C                | Alessandro Bianco      | Fiorentina    | fine prestito                                   |
| C                | Gaetano Castrovilli    | Lazio         | fine prestito                                   |
| C                | Roberto Gagliardini    |               | svincolato                                      |
| C                | Stefano Sensi          |               | svincolato                                      |
| C                | Kacper Urbański        | Bologna       | fine prestito                                   |
| A                | Samuele Vignato        |               | svincolato                                      |
| Altre operazioni |                        |               |                                                 |
| R.               | Nome                   | a             | Modalità                                        |
| D                | Stefan Leković         | Stella Rossa  | fine prestito                                   |
| C                | José Machín            |               | rescissione consensuale                         |

### Sessione invernale(dal 02/01/26 al 02/02/26)
| Acquisti         | Acquisti         | Acquisti         | Acquisti         |
| R.               | Nome             | da               | Modalità         |
| Altre operazioni | Altre operazioni | Altre operazioni | Altre operazioni |
| R.               | Nome             | da               | Modalità         |
| ---------------- | ---------------- | ---------------- | ---------------- |

| Cessioni         | Cessioni         | Cessioni         | Cessioni         |
| R.               | Nome             | a                | Modalità         |
| Altre operazioni | Altre operazioni | Altre operazioni | Altre operazioni |
| R.               | Nome             | a                | Modalità         |
| ---------------- | ---------------- | ---------------- | ---------------- |

## Risultati

### Serie B

#### Girone di andata
| Monza 23 agosto 2025, ore 21:00 CEST 1ª giornata | Monza | – | Mantova | Stadio Brianteo |

| Bari 30 agosto 2025, ore 21:00 CEST 2ª giornata | Bari | – | Monza | Stadio San Nicola |

| Avellino 13 settembre 2025, ore 20:30 CEST 3ª giornata | Avellino | – | Monza | Stadio Partenio-Adriano Lombardi |

| Monza 20 settembre 2025, ore --:-- CEST 4ª giornata | Monza | – | Sampdoria | Stadio Brianteo |

| Monza 27 settembre 2025, ore --:-- CEST 5ª giornata | Monza | – | Padova | Stadio Brianteo |

| Empoli 30 settembre 2025, ore --:-- CEST 6ª giornata | Empoli | – | Monza | Stadio Carlo Castellani |

| Monza 4 ottobre 2025, ore --:-- CEST 7ª giornata | Monza | – | Catanzaro | Stadio Brianteo |

| Frosinone 18 ottobre 2025, ore --:-- CEST 8ª giornata | Frosinone | – | Monza | Stadio Benito Stirpe |

| Monza 25 ottobre 2025, ore --:-- CEST 9ª giornata | Monza | – | Reggiana | Stadio Brianteo |

| Palermo 28 ottobre 2025, ore --:-- CET 10ª giornata | Palermo | – | Monza | Stadio Renzo Barbera |

| Monza 1° novembre 2025, ore --:-- CET 11ª giornata | Monza | – | Spezia | Stadio Brianteo |

| Pescara 8 novembre 2025, ore --:-- CET 12ª giornata | Pescara | – | Monza | Stadio Adriatico-Giovanni Cornacchia |

| Monza 22 novembre 2025, ore --:-- CET 13ª giornata | Monza | – | Cesena | Stadio Brianteo |

| Castellammare di Stabia 29 novembre 2025, ore --:-- CET 14ª giornata | Juve Stabia | – | Monza | Stadio Romeo Menti |

| Monza 8 dicembre 2025, ore --:-- CET 15ª giornata | Monza | – | Südtirol | Stadio Brianteo |

| Venezia 13 dicembre 2025, ore --:-- CET 16ª giornata | Venezia | – | Monza | Stadio Pier Luigi Penzo |

| Monza 20 dicembre 2025, ore --:-- CET 17ª giornata | Monza | – | Carrarese | Stadio Brianteo |

| Modena 27 dicembre 2025, ore --:-- CET 18ª giornata | Modena | – | Monza | Stadio Alberto Braglia |

| Chiavari 10 gennaio 2026, ore --:-- CET 19ª giornata | Virtus Entella | – | Monza | Stadio Enrico Sannazzari |

#### Girone di ritorno
| Monza 17 gennaio 2026, ore --:-- CET 20ª giornata | Monza | – | Frosinone | Stadio Brianteo |

| Monza 24 gennaio 2026, ore --:-- CET 21ª giornata | Monza | – | Pescara | Stadio Brianteo |

| Padova 31 gennaio 2026, ore --:-- CET 22ª giornata | Padova | – | Monza | Stadio Euganeo |

| Monza 7 febbraio 2026, ore --:-- CET 23ª giornata | Monza | – | Avellino | Stadio Brianteo |

| Bolzano 10 febbraio 2026, ore --:-- CET 24ª giornata | Südtirol | – | Monza | Stadio Druso |

| Monza 14 febbraio 2026, ore --:-- CET 25ª giornata | Monza | – | Juve Stabia | Stadio Brianteo |

| Carrara 21 febbraio 2026, ore --:-- CET 26ª giornata | Carrarese | – | Monza | Stadio dei Marmi |

| Monza 28 febbraio 2026, ore --:-- CET 27ª giornata | Monza | – | Virtus Entella | Stadio Brianteo |

| Cesena 3 marzo 2026, ore --:-- CET 28ª giornata | Cesena | – | Monza | Orogel Stadium-Dino Manuzzi |

| La Spezia 7 marzo 2026, ore --:-- CET 29ª giornata | Spezia | – | Monza | Stadio Alberto Picco |

| Monza 14 marzo 2026, ore --:-- CET 30ª giornata | Monza | – | Palermo | Stadio Brianteo |

| Reggio Emilia 17 marzo 2026, ore --:-- CET 31ª giornata | Reggiana | – | Monza | Mapei Stadium - Città del Tricolore |

| Monza 21 marzo 2026, ore --:-- CET 32ª giornata | Monza | – | Venezia | Stadio Brianteo |

| Catanzaro 6 aprile 2026, ore --:-- CEST 33ª giornata | Catanzaro | – | Monza | Stadio Nicola Ceravolo |

| Monza 11 aprile 2026, ore --:-- CEST 34ª giornata | Monza | – | Bari | Stadio Brianteo |

| Genova 18 aprile 2026, ore --:-- CEST 35ª giornata | Sampdoria | – | Monza | Stadio Luigi Ferraris |

| Monza 25 aprile 2026, ore --:-- CEST 36ª giornata | Monza | – | Modena | Stadio Brianteo |

| Mantova 1° maggio 2026, ore --:-- CEST 37ª giornata | Mantova | – | Monza | Stadio Danilo Martelli |

| Monza 9 maggio 2026, ore --:-- CEST 38ª giornata | Monza | – | Empoli | Stadio Brianteo |

### Coppa Italia

#### Turni eliminatori
| Arbitro: | Perenzoni (Rovereto) |

|  |           |               |
|  | Marcatori | 92’ Kvernadze |

## Statistiche

### Statistiche di squadra
| Competizione | Punti | In casa | In casa | In casa | In casa | In casa | In casa | In trasferta | In trasferta | In trasferta | In trasferta | In trasferta | In trasferta | Totale | Totale | Totale | Totale | Totale | Totale | DR |
| Competizione | Punti | G       | V       | N       | P       | Gf      | Gs      | G            | V            | N            | P            | Gf           | Gs           | G      | V      | N      | P      | Gf     | Gs     | DR |
| ------------ | ----- | ------- | ------- | ------- | ------- | ------- | ------- | ------------ | ------------ | ------------ | ------------ | ------------ | ------------ | ------ | ------ | ------ | ------ | ------ | ------ | -- |
| Serie B      | -     | 0       | 0       | 0       | 0       | 0       | 0       | 0            | 0            | 0            | 0            | 0            | 0            | 0      | 0      | 0      | 0      | 0      | 0      | 0  |
| Coppa Italia | -     | 1       | 0       | 0       | 1       | 0       | 1       | 0            | 0            | 0            | 0            | 0            | 0            | 0      | 0      | 0      | 0      | 0      | 0      | 0  |
| Totale       | -     | 1       | 0       | 0       | 1       | 0       | 1       | 0            | 0            | 0            | 0            | 0            | 0            | 0      | 0      | 0      | 0      | 0      | 0      | 0  |

### Andamento in campionato
| Giornata  | 1 | 2 | 3 | 4 | 5 | 6 | 7 | 8 | 9 | 10 | 11 | 12 | 13 | 14 | 15 | 16 | 17 | 18 | 19 | 20 | 21 | 22 | 23 | 24 | 25 | 26 | 27 | 28 | 29 | 30 | 31 | 32 | 33 | 34 | 35 | 36 | 37 | 38 |
| --------- | - | - | - | - | - | - | - | - | - | -- | -- | -- | -- | -- | -- | -- | -- | -- | -- | -- | -- | -- | -- | -- | -- | -- | -- | -- | -- | -- | -- | -- | -- | -- | -- | -- | -- | -- |
| Luogo     |   |   |   |   |   |   |   |   |   |    |    |    |    |    |    |    |    |    |    |    |    |    |    |    |    |    |    |    |    |    |    |    |    |    |    |    |    |    |
| Risultato |   |   |   |   |   |   |   |   |   |    |    |    |    |    |    |    |    |    |    |    |    |    |    |    |    |    |    |    |    |    |    |    |    |    |    |    |    |    |
| Posizione |   |   |   |   |   |   |   |   |   |    |    |    |    |    |    |    |    |    |    |    |    |    |    |    |    |    |    |    |    |    |    |    |    |    |    |    |    |    |

Legenda:

Luogo: C = Casa; T = Trasferta. Risultato: V = Vittoria; N = Pareggio; P = Sconfitta.

### Statistiche dei giocatori
Sono in corsivo i calciatori che hanno lasciato la squadra a stagione in corso.
| Giocatore | Serie B  | Serie B | Serie B     | Serie B    | Coppa Italia | Coppa Italia | Coppa Italia | Coppa Italia | Totale   | Totale | Totale      | Totale     |
| Giocatore | Presenze | Reti    | Ammonizioni | Espulsioni | Presenze     | Reti         | Ammonizioni  | Espulsioni   | Presenze | Reti   | Ammonizioni | Espulsioni |
| --------- | -------- | ------- | ----------- | ---------- | ------------ | ------------ | ------------ | ------------ | -------- | ------ | ----------- | ---------- |